# Demarat de Corint (escriptor)
Demarat de Corint (en llatí Demaratus, en grec antic Δημάρατος) fou un escriptor grec de Corint de data incerta, mencionat per Plutarc. Podria ser l'autor de l'obra τραπγῳδούμενα, sobre els temes de la tragèdia grega de la que fa referència Climent d'Alexandria. Plutarc esmenta també una obra de Demarat sobre rius de Frígia i Arcàdia.